# Koreanosaurus
Koreanosaurus ("korejský ještěr") byl rod malého býložravého dinosaura z čeledi Hypsilophodontidae. Žil před asi 81 miliony let (geologický věk kampán), v období svrchní křídy. Fosilie tohoto dinosaura byly objeveny na území dnešní Jižní Koreje (jižní část Korejského poloostrova). Typový druh byl popsán v roce 2010 kolektivem paleontologů a dostal jméno K. boseongensis (podle lokality objevu, tj. Boseong 5).

## Rozměry
Přesnou velikost tohoto dinosaura v dospělosti neznáme, mohl však být dlouhý přibližně 2,1 metru a vážit několik kilogramů.

## Použití rodového jména
Rodové jméno "Koreanosaurus" již bylo v minulosti použito, byl jím v roce 1979 neformálně označen jakýsi teropodní dinosaurus, snad dromeosaurid nebo tyranosaurid. V roce 1993 byl však Kimem označen za nový druh rodu Deinonychus, jako D. koreanensis. Dalším dosud nepopsaným teropodem z Koreje je "Koreasaurus".